# ياسمين أكرم
ياسمين أكرم (بالإنجليزية: Yasmine Akram)‏ هي ممثلة بريطانية، ولدت في 11 مارس 1982 في الشارقة في الإمارات العربية المتحدة.

## وصلات خارجية
- ياسمين أكرم على موقع IMDb (الإنجليزية)
- ياسمين أكرم على موقع ميوزك برينز (الإنجليزية)
- ياسمين أكرم على موقع قاعدة بيانات الفيلم (الإنجليزية)